# 弗赖尼奥和韦夫罗特
弗赖尼奥和韦夫罗特（法語：Fraignot-et-Vesvrotte，法語發音：[fʁɛɲo e vɛvʁɔt]）是法国科多尔省的一个市镇，属于第戎区。

## 地理
弗赖尼奥和韦夫罗特（47°39'11"N, 4°56'16"E）面积11.73 平方千米，位于法国勃艮第-弗朗什-孔泰大區科多尔省，该省份为法国中东部省份，北起奥布省，西接涅夫勒省和约讷省，南至索恩-卢瓦尔省，东南接汝拉省，东临上索恩省，东北部与上马恩省接壤。
与弗赖尼奥和韦夫罗特接壤的市镇（或旧市镇、城区）包括：伯讷夫尔、巴尔容、萨利沃、阿沃、比西耶尔、米诺。

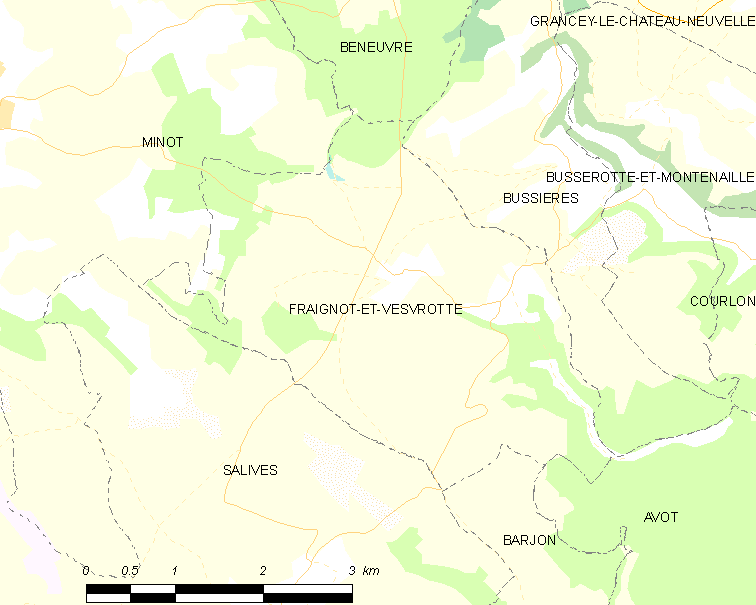
弗赖尼奥和韦夫罗特的OSM定位图

弗赖尼奥和韦夫罗特的时区为UTC+01:00、UTC+02:00（夏令时）。

## 行政
弗赖尼奥和韦夫罗特的邮政编码为21580，INSEE市镇编码为21283。

## 政治
弗赖尼奥和韦夫罗特所属的省级选区为蒂耶河畔伊斯县。

## 人口

1962-2008年间弗赖尼奥和韦夫罗特人口变化图示

弗赖尼奥和韦夫罗特于2022年1月1日时的人口数量为72人。